# Sunay Akın
Sunay Akın (Trebisonda, 12 settembre 1962) è un poeta, scrittore, conduttore televisivo, giornalista e filantropo turco.
È il fondatore del Museo del giocattolo di Istanbul.

## Attività
Akın è meglio conosciuto per la sua poesia; il suo stile è influenzato principalmente da Orhan Veli Kanık e Cemal Süreya. Le sue poesie sono generalmente liriche, brevi e di tono delicato. Spesso usa anche forme satiriche e giochi di parole.
Akın possiede una collezione di oltre 7.000 giocattoli, alcuni dei quali risalgono all'inizio del 1800. 4000 di questi sono esposti nel Museo del giocattolo di Istanbul, inaugurato nel 2005.
È co-conduttore di un programma televisivo intitolato Minuti dalla vita in TV, insieme a Hıncal Uluç, Haşmet Babaoğlu e Nebil Özgentürk. Ha condotto altri programmi TV e radio come Mahya Işıkları, Stüdyo İstanbul e İzler sul canale TV TRT 2, Gezgin Korkuluk sul canale TV tv8 e Veşaire...Veşaire sul canale radio Yaşam Radyo. Tiene conferenze alla Università di Marmara e alla Scuola d'arte Müjdat Gezen, nonché presso la sua stessa istituzione, il Museo del giocattolo di Istanbul.
Akın organizza regolarmente one-man-show in Turchia e all'estero e partecipa a panel e conferenze. Collabora regolarmente con il giornale Cumhuriyet. La sua rubrica prende il nome dal suo libro del 2004 Kule Cambazı ("Il saltimbanco della torre"), in riferimento alla Torre di Leandro di Istanbul.

## Opere

### Primi lavori
Le sue prime poesie furono pubblicate in vari periodici nel 1984. Nel 1989 fondò la rivista di poesia Yeni Yaprak ("Nuova Pagina", "Nuovo foglio") in riferimento alla storica rivista di Orhan Veli Yaprak, il cui logo fu adottato nella nuova pubblicazione. Yeni Yaprak è stato pubblicato in collaborazione con i poeti Ramazan Üren e Akgün Akova, due volte alla settimana all'inizio, su base mensile più tardi, raggiungendo un totale di sedici numeri. Nel 1990, Akın prese parte alla pubblicazione di Olmaz ("Non accadrà"), un giornale di poesie. Nel 1991, in uno degli ultimi numeri di Yaprak, un poema intitolato Barış için dizeler ("Linee per la pace") riunì 81 poeti turchi ciascuno scrivendo parti dei versi, ignaro di ciò che gli altri componevano. Alcuni tra gli 81 poeti erano nomi noti della letteratura turca, come Can Yücel, Hilmi Yavuz, Lale Müldür, Semih Kaplanoğlu e Süreyya Berfe.

### Periodici
Le sue poesie sono state pubblicate su molti periodici e antologie come Milliyet Sanat, Yeni Düşün, Varlık, Broy, Yarın, Journal of poetry & literature. Ha anche scritto saggi in numerosi periodici come il supplemento di Cumhuriyet Gezi che tratta argomenti come la poesia e la storia dell'arte.

### Opere pubblicate
- Hayal Kahramanları (2015)
- Geyikli Park (2013)
- Bir Çift Ayakkabı (2011)
- Çorap Kaçığı (2010)
- Ay Hırsızı (2009)
- Tuncay Terzihanesi (2007)
- Kule Cambazı (2004)
- Kırdığımız Oyuncaklar (2003)
- Onlar Hep Oradaydı (2002)
- İstanbul'da Bir Zürafa (2001)
- Önce Çocuklar ve Kadınlar (2000)
- Ayçöreği ve Denizyıldızı (2000)
- Kız Kulesi'ndeki Kızılderili (2000)
- Antik Acılar (1999)
- Makiler (1999)
- 62 Tavşanı (1998)
- Kırılan Canlar (1997)
- İstanbul'un Nazım Planı... (1996)
- Kaza Süsü (1996)
- Makiler (1996)
- Antik Acılar (1995)
- Küçük Asker...Küçük Asker... (1995)
- Veşaire...Veşaire (1994)
- Şairler Matinesi (1993)
- Şiir Cumhuriyeti (1993)
- Şiir ülkesi (1993)